# シャクラ (バンド)
シャクラ（Shakra）は、1990年代後半に結成されたスイスのハードロック・バンド。

## 略歴
このスイスのバンドは、最初のアルバム『シャクラ』（1997年）と『ムーヴィング・フォース』（1999年）をリリースし、グレイト・ホワイトやユーライア・ヒープとツアーを行ったことで、初期のキャリアは劇的な成功を収めながら急激な学習曲線を描いていた。しかしながら、本当の躍進は3枚目のアルバム『Power Ride』（2001年）によるもので、ボーカルのピート・ウィードマーが健康上の理由でバンドを脱退し、マーク・フォックスが代わりに加入したときに訪れた。フォックスはすぐに次のアルバム『ライジング』（2003年）に自身の足跡を残した。このアルバムでシャクラはドイツとスイスのアルバムチャートでヒットを記録した。バンドは数々のコンサートやフェスティバルで演奏したが、そのうちのひとつが名誉あるイベント「Bang Your Head」への出演だった。物議を醸した「Chains Of Temptation」のビデオクリップでは、シンガーのフォックスが自身にヘロイン注射をする様子が映し出されていた。
スイスの「スピリット・オブ・ロック」フェスティバルでアイアン・メイデンのサポートを務めた後、シャクラはハンマーフォールとストラトヴァリウスとともに12カ国をツアーした。2006年にはチューリッヒでガンズ・アンド・ローゼズと意義のある公演を行った。
アルバム『Everest』がリリースされて間もなく、マーク・フォックスがバンドを脱退し、ジョン・プラケシュが代わりにボーカルを務めた。
バンドは2011年2月にアルバム『バック・オン・トラック』、2013年1月に『Powerplay』をリリースした。
2014年4月23日、ジョン・プラケシュがシャクラを脱退することを発表した。
2015年10月、マーク・フォックスがシャクラに再加入。ニュー・シングル「Hello」がリリースされた。

## ディスコグラフィ

### スタジオ・アルバム
- 『シャクラ』 - Shakra (1998年)
- 『ムーヴィング・フォース』 - Moving Force (1999年)
- Power Ride (2001年)
- Rising (2003年)
- 『フォール』 - Fall (2005年)
- 『インフェクテッド』 - Infected (2007年)
- Everest (2009年)
- 『バック・オン・トラック』 - Back on Track (2011年)
- Powerplay (2013年)
- 『ハイ・ヌーン』 - High Noon (2016年)
- Snakes & Ladders (2017年)
- Mad World (2020年)
- Invincible (2023年)

### ライブ・アルバム
- The Live Side (2000年)
- My Life My World (2004年)

### コンピレーション・アルバム
- Life Tales – The Ballads (2017年)